# Viorel Mihai Ciobanu
Viorel-Mihai Ciobanu (n. 10 decembrie 1950, Huedin – d. 13 iunie 2016, București, România) a fost un jurist român, care a deținut demnitatea de judecător la Curtea Constituțională a României (1992-1998).

## Biografie
A absolvit Facultatea de Drept, obținând ulterior titlul științific de doctor în drept. A lucrat apoi ca profesor universitar de procedură civilă la Facultatea de Drept a Universității din București.
Viorel Mihai Ciobanu a fost decan al Facultății de Drept a Universității din București în perioada (1998-2008)
În anul 1992 a fost numit de către Senatul României în demnitatea de judecător la Curtea Constituțională a României, pentru un mandat de șase ani. Mandatul său de judecător a expirat în anul 1998.
A fost profesor universitar de procedură civilă la Facultatea de Drept a Universității București, precum și îndrumător de doctorat.

## Lucrări publicate
Viorel-Mihai Ciobanu este autorul mai multor lucrări de drept procesual civil, dintre care menționăm următoarele:
- "Tratat teoretic și practic de procedură civilă", 2 vol. (Ed. Național, București, 1996-1997);
- ,,Drept procesual civil - Executarea silită”, autori prof. univ. dr. Savelly Zilberstein și prof. univ. dr. Viorel Mihai Ciobanu (Ed. Lumina Lex, București, 1998, 2 vol.);
- "Drept procesual civil: acte normative esențiale pentru judecători, avocați, notari publici, consilieri juridici și executori judecătorești" (Ed. Global Lex, București, 2003) - în colaborare cu av. dr. Ion Niță Stan și av. dr. Traian Cornel Briciu;
- "Drept procesual civil. Curs selectiv pentru licență. Teste grilă" (Ed. CH Beck, București, 2005) - în colaborare cu prof. univ. dr. Gabriel Boroi.
- ,,Noul Cod de procedură civilă comentat și adnotat”, coordonatori prof. univ. dr. Viorel Mihai Ciobanu și prof. univ. dr. Marian Nicolae (Ed.Universul Juridic, București, 2013)